# Rariorum africanarum plantarum
Rariorum africanarum plantarum (abreviado Rar. Afric. Pl.) es un libro con ilustraciones y descripciones botánicas que fue escrito por el botánico y médico holandés Johannes Burman y publicado en Ámsterdam en dos partes en los años 1738-1739, con el nombre de Rariorum Africanarum plantarum.